# ویلیام گیبسن
ویلیام گیبسن (انگلیسی: William Gibson؛ ‏ ۱۳ نوامبر ۱۹۱۴ – ۲۵ نوامبر ۲۰۰۸) فیلم‌نامه‌نویس، نویسنده، نمایشنامه‌نویس، شاعر، و رمان‌نویس اهل ایالات متحده آمریکا بود.
از فیلم‌هایی که وی در آن‌ها نقش داشته‌است، می‌توان به معجزه‌گر اشاره نمود.
وی همچنین برندهٔ جوایزی همچون جایزه تونی شده‌است.